# Спікер парламенту Ліхтенштейну
Список спікерів парламенту Ліхтенштейну представлений нижче.
Спікер (нім. Landtagspräsident) та віце-спікер Ландтагу (нім. Landtagsvizepräsident) обираються на відкритій сесії парламенту на поточний рік. Спікер скликає засідання парламенту, які проводяться впродовж року, головує на засіданнях та є офіційним представником Ландтагу.
Віце-спікер Ландтагу заміщує спікера у випадку відсутності останнього. Спікер є другою за політичним рангом особою в Ліхтенштейні після князя (фюрста). З 2013 року спікером Ландтагу Ліхтенштейну є Альберт Фрік (Прогресивна громадянська партія Ліхтенштейну); віце-спікером — Віоланда Лантер-Коллер (партія Патріотичний союз).
| Ім'я                   | Вступив на посаду | Залишив посаду       | Партія                                       |
| ---------------------- | ----------------- | -------------------- | -------------------------------------------- |
| Карл Шедлер            | 1862              | 1871                 | Позапартійний                                |
| Карл Вільгельм Шлегель | 1871              | 1877                 | Позапартійний                                |
| Рудольф Шедлер         | 1878              | 1878                 | Позапартійний                                |
| Карл Вільгельм Шлегель | 1878              | 1882                 | Позапартійний                                |
| Альберт Шедлер         | 1882              | 1885                 | Позапартійний                                |
| Карл Вільгельм Шлегель | 1886              | 1890                 | Позапартійний                                |
| Альберт Шедлер         | 1890              | 1919                 | Позапартійний                                |
| Фрідріх Вальзер        | 1919              | 1922                 | Прогресивна громадянська партія Ліхтенштейну |
| Вільгельм Бек          | 1922              | 1928                 | Патріотичний союз                            |
| Антон Фроммельт        | 1928              | 1945                 | Прогресивна громадянська партія Ліхтенштейну |
| Давід Струб            | 1945              | 1954                 | Прогресивна громадянська партія Ліхтенштейну |
| Алоїс Ріттер           | 1954              | 1955                 | Патріотичний союз                            |
| Давід Струб            | 1955              | 1956                 | Прогресивна громадянська партія Ліхтенштейну |
| Алоїс Ріттер           | 1956              | 1957                 | Патріотичний союз                            |
| Давід Струб            | 1957              | 1958                 | Прогресивна громадянська партія Ліхтенштейну |
| Йозеф Хооп             | 1958              | 1959                 | Прогресивна громадянська партія Ліхтенштейну |
| Мартін Ріш             | 1960              | 1966                 | Прогресивна громадянська партія Ліхтенштейну |
| Александер Фрік        | 1966              | 1970                 | Прогресивна громадянська партія Ліхтенштейну |
| Карлхайнц Ріттер       | 1970              | 1973                 | Патріотичний союз                            |
| Герард Батлінер        | 1974              | 1978                 | Прогресивна громадянська партія Ліхтенштейну |
| Карлхайнц Ріттер       | 1978              | 1993                 | Патріотичний союз                            |
| Ернст Валх             | 1993              | 1993                 | Прогресивна громадянська партія Ліхтенштейну |
| Пауль Кіндле           | 1994              | 1994                 | Патріотичний союз                            |
| Отмар Гаслер           | 1995              | 1995                 | Прогресивна громадянська партія Ліхтенштейну |
| Пауль Кіндле           | 1996              | 1996                 | Патріотичний союз                            |
| Петер Вольф            | 1997              | 2000                 | Патріотичний союз                            |
| Клаус Вангер           | 2001              | 2009                 | Прогресивна громадянська партія Ліхтенштейну |
| Артур Брунхарт         | 2009              | 2013                 | Патріотичний союз                            |
| Альберт Фрік           | 2013              | до теперішнього часу | Прогресивна громадянська партія Ліхтенштейну |